# Uintaceras radinskyi
Uintaceras radinskyi  (лат.) — вид вымерших некрупных носорогов, обитавших в Северной Америке в среднем эоцене. Являются единственным видом своего рода. Самый древний и примитивный известный вид семейства Носороговые, хотя его могут относить и к отдельному вымершему семейству. Дело в том, что у этого вида есть черты, сближающие его с гиракодонтами (Hyracodontidae) и аминодонтами (Amynodontidae), что, видимо, вызвано родством рода Uintaceras с общими предками этих семейств. 

## Внешний вид и строение
Уинтацерасы были носорогами средней величины, их масса составляла около 220 кг. Они были относительно стройными и походили на гиракодонтид, но отличались от них примитивной четырёхпалой кистью и рядом других особенностей строения ног, явно не предназначенных для быстрого и долгого бега. Из гиракодонтид они больше всего походили на представителей рода форстеркуперия (Forstercooperia), в который их ранее включали.

## Места и древность находок
Известно несколько окаменелостей уинтацерасов из Юты и Вайоминга (США), датируемых средним эоценом. Это зубы, фрагменты черепа и значительная часть скелета туловища.

## Образ жизни
Хотя уинтацерасы внешне походили на гиракодонтид, они были довольно медлительными. Вероятно, они обитали в зарослях деревьев и кустарников, где скрывались от хищников и находили пропитание. Их зубы предназначались для питания молодыми побегами, листьями и другими мягкими частями растений.